# Струнний квартет № 2 (Джонстон)
Струнний квартет № 2 (англ. String Quartet No. 2) — музичний твір американського композитора Бена Джонстона, написаний 1964 року.
Струнний квартет був написаний Беном Джонстоном 1964 року на замовлення LaSalle Quartet. Він вважається однією з двох проривних робіт Джонстона, пов'язаних із розширеним чистим строєм, яким Джонстон зацікавився після учнівства у Гаррі Парча на початку п'ятдесятих років (інша — Соната для мікротонового фортепіано, написана того ж 1964 року).
На відміну від звичної музики, яка використовує звукоряд з 12 звуків, Джонстон виділив в межах однієї октави (між тонікою та тонікою) 53 різних звуки. Для настроювання він використовував пропорції між частотами звучання різних нот. Так, перші сім звуків, починаючи з «до», позначалися нотами без додаткових символів (від «до» до «сі») та були настроєні відносно «до» наступним чином: 1/1, 9/8, 5/4, 4/3, 3/2, 5/3, 15/8; ці інтервали відповідали натуральному строю, і відрізнялися від аналогічних в рівномірно-темперованому строї. Дієзи («♯») та бемолі («♭») означали підвищення або пониження ноти на фіксовану пропорцію частот 25/24, тобто 71 цент. Через це енгармонічно еквівалентні в рівномірно темперованому звукоряді ноти відрізнялися за звучанням: наприклад, до-дієз (25/24) був трохи нижчим за ре-бемоль (27/25). Окрім дієзів та бемолів, нотний запис містив символи «+» та «-», які означали підвищення або пониження звучання на синтонічну кому (81/80 або 22 центи).
Квартет складається з трьох частин, загальною тривалістю близько 15 хвилин:
1. Light and Quick: with Grace and Humor (укр. Легко і швидко: з витонченістю та гумором)
2. Intimate, Spacious (укр. Інтимно, просторо)
3. Extremely Minute and Intense; Not Fast (укр. Надзвичайно детально та насичено; не швидко)

Струнний квартет № 2 був вперше виданий 1970 року на нью-йоркському лейблі Nonesuch Records у виконанні Composers Quartet. Окрім квартету Джонстона, платівка містила запис Джона Кейджа HPSCHD. 2006 року на лейблі New World Records вийшов запис другого, третього, четвертого та дев'ятого струнних квартетів Джонстона у виконанні Kepler Quartet (це стало початком багаторічного проєкту, в межах якого було записано та видано всі десять струнних квартетів композитора).
Бен Джонстон присвятив своєму Струнному квартету № 2 статтю «On String Quartet no. 2». Він зізнався, що намагався уникнути обмеженої системи з дванадцяти рівномірно темперованих тонів, які домінували в західній музиці сторіччями, і перейти до системи із нескінченою кількістю висот звучання. За словами Джонстона, він обрав як стартову точку чистий стрій, в якому консонанс чи дисонанс визначається інтенсивністю «биття», тобто інтерференції між частотами звукових коливань.